# داریو مونتانی
داریو مونتانی (ایتالیایی: Dario Montani؛ زادهٔ ۲۷ مارس ۱۹۶۱) دوچرخه‌سوار اهل ایتالیا است.